# Mater Dolorosa (Berlin-Buch)

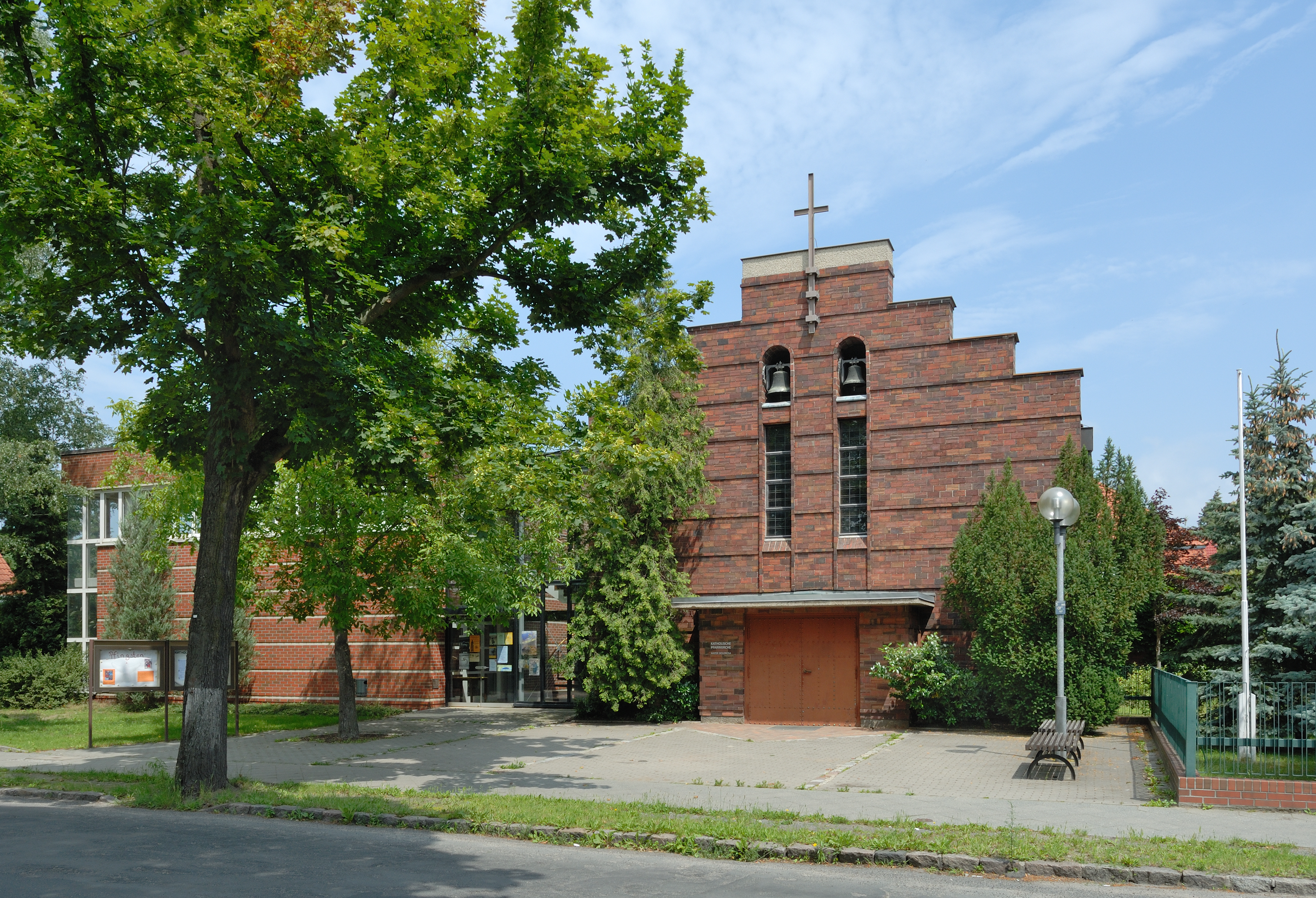
Mater Dolorosa in Berlin-Buch

Mater Dolorosa ist eine römisch-katholische Kirche im Berliner Ortsteil Buch. Sie gehört zur Pfarrei Heiliger Christophorus Barnim im Erzbistum Berlin.

## Geschichte
Buch gehörte bis 1920 zum Kreis Niederbarnim. Die Katholiken von Buch und Umgebung wurden von der Pfarrei Herz Jesu in Bernau betreut. 1907 fand in Buch der erste katholische Gottesdienst in der Kapelle der Anstalt (3. Irrenanstalt; Hufelandkrankenhaus) statt. Der Wunsch nach eigener Kirche und einem eigenen Seelsorger führte im Juni 1932 – unterstützt durch einen Antrag von Herrn Hübner aus Karow – zu einem Auftrag des Bernauer Kirchenvorstandes an den Architekten Josef Weber aus Charlottenburg für einen Kapellenbau in Buch. Die Kosten des Rohbaus der Kirche wurden auf 45.000 Reichsmark veranschlagt. Um die Kosten des Kirchbaus mit zu tragen, gründete sich im November 1932 in Buch/Karow ein Kirchenverein, der Spenden sammelte.
Die Grundsteinlegung der Kirche erfolgte am 1. September 1934. Der Kirchbau konnte bereits im Frühsommer 1935 fertiggestellt werden, so dass die Benediktion am 30. Juni 1935 durch Domkapitular Strehler stattfand. Am Himmelfahrtstag, 21. Mai 1936, kam der Berliner Bischof Konrad Graf von Preysing nach Buch, wo er in und vor der Kirche von der Festgemeinde, vielen Gäste und 85 Firmlingen anlässlich der Konsekration der neuen katholischen Kirche erwartet wurde. Schon im Jahr 1933 war der Bau der Kirche in Buch vom Berliner Bischöflichen Ordinariat als ganz vordringliche Angelegenheit bezeichnet worden.
Zur Gemeinde gehört auch die St.-Johannes-Evangelist-Kirche (Berlin-Französisch Buchholz). In neuerer Zeit kamen zur Bucher Gemeinde noch die Gläubigen der Gemeinden Schwanebeck-Gehrenberge und Berlin-Buchholz hinzu, so dass jetzt 3000 Katholiken in dem sehr ausgedehnten Gemeindegebiet wohnen. Hinzu kommt noch die seelsorgerische Betreuung vieler Patienten in den Kliniken und Seniorenheimen Buchs.
Am 1. Januar 2021 fusionierte die Pfarrei Mater Dolorosa mit den Pfarreien Herz Jesu (Bernau), St. Konrad (Wandlitz) und St. Peter und Paul (Eberswalde) zur Pfarrei Heiliger Christophorus Barnim. Die Pfarrkirche ist die Herz-Jesu-Kirche in Bernau.

## Gebäude
Die Kirche wurde von dem Berliner Architekten Josef Weber entworfen und im Stil des Neuen Bauens 1934/1935 als langgestreckter Saalbau errichtet. Das Mauerwerk ist mit großformatigen, dunkelroten Ziegeln und Betonwerksteinen verblendet. Die Langseiten werden durch waagerechte erhabene Ziegelschichten und profilierte Rundbogenfenster gegliedert. An der Westseite erinnert der flache Staffelgiebel, der ein schlichtes Metallkreuz trägt, an die norddeutsche Bautradition. Die Fassade wird von zwei Fenstern über dem Eingangsvorbau und kleinen Rundbogenfenstern für die Glocken aufgelockert. An der Ostwand der Kirche befindet sich ein Dreiecksgiebel mit Strukturelementen. In die Ziegelwand ist das große hölzerne Missionskreuz eingelassen. 1992 wurde ein neues Gemeindehaus mit einem Mehrzweckraum, Unterrichtsräumen und Wohnungen errichtet. Der Neubau ist mit einem Glasverbinder an die Kirche angeschlossen.

### Innengestaltung

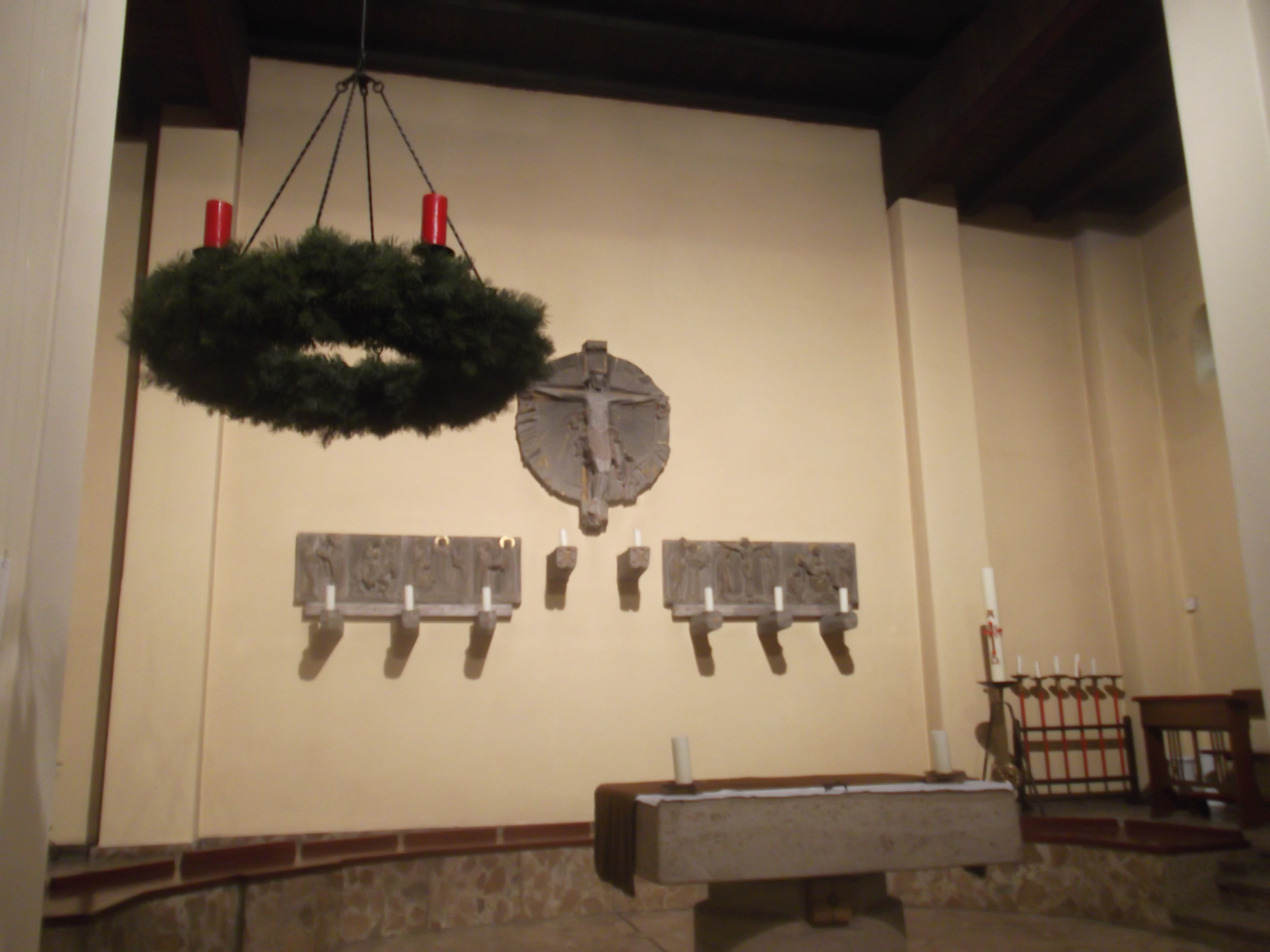
Altarraum

Der säulenlose Langhausbau ermöglicht einen unverstellten Blick vom Eingang bis zum Altarraum. Eine flache dunkle Holzdecke mit einfacher Abtreppung zur Mitte hin verstärkt die Schlichtheit des Raumes. Der Altarbereich wird an beiden Seiten von einem säulenartigen, bis zur Decke reichenden, verputzten Mauerwerk begrenzt. Dort steht auf der einen Seite die Tabernakelstele, auf der anderen Seite die Pietà-Skulptur vom Allgäuer Bildhauer Hans Wachter. Vor der Umgestaltung des Altarraumes im Jahre 1989 schloss noch eine Kommunionbank den Bereich des Altares zur Gemeinde hin ab. Der ursprünglich vorhandene Hochaltar wurde infolge der Liturgiereform nach dem Zweiten Vatikanischen Konzil zugunsten eines Volksaltares entfernt, um den sich nun halbkreisförmig die gemauerte Sitzgruppe für Zelebranten und Ministranten anordnet. Neben dem Eingang wurde 1989 von der Bötzower Tischlerei Thiede ein Beichtraum aus hellem Eichenholz errichtet. Darüber erhebt sich die Empore.

### Orgel

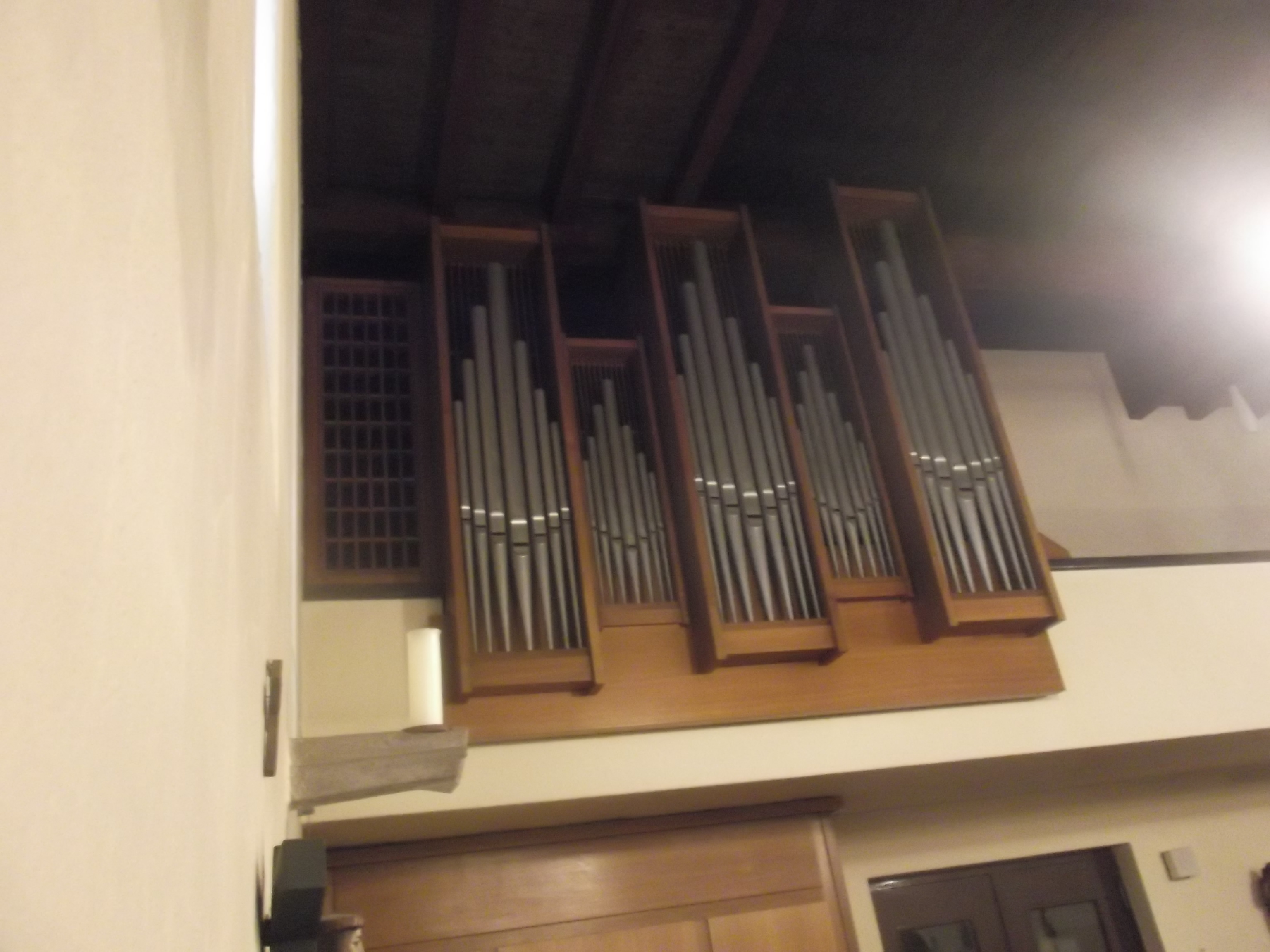
Orgel

Die Orgel, erbaut 1991 von der Firma Alexander Schuke, verfügt über 16 Register, die auf zwei Manualwerken und dem Pedalwerk verteilt sind. Ton- und Registertraktur sind mechanisch. 2006 folgte eine Restaurierung durch Orgelbau Kutter. Die Disposition lautet wie folgt:
| I Hauptwerk C–g3 |    |
| Principal        | 8′ |
| Rohrflöte        | 8′ |
| Oktave           | 4′ |
| Gemshorn         | 4′ |
| Waldflöte        | 2′ |
| Mixtur IV        |    |

| II Oberwerk C–g3 |        |
| Gedackt          | 8′     |
| Hohlflöte        | 4′     |
| Principal        | 2′     |
| Nasat            | 2 ⁄3′  |
| Terz             | 1 3⁄5′ |
| Quinte           | 1 ⁄3′  |

| Pedalwerk C–f1 |     |
| Subbaß         | 16′ |
| Baßflöte       | 8′  |
| Choralbaß      | 4′  |
| Hintersatz II  |     |

- Koppeln: II/I, I/P, II/P
- Nebenzüge: Tremulant (für alle Manualwerke)

### Altarraum
Von 1988 bis 1989 wurde der Altarraum komplett umgestaltet. Vom alten Hochaltar blieb der Wandfries mit den Reliefdarstellungen der Sieben Schmerzen Mariens des Berliner Künstlers Felix Weber erhalten. Im Zentrum der Altarrückwand ist über dem Fries das Kreuz Christi in einer medaillonartigen Gloriole angebracht. Tod und Überwindung des Todes hat der Bildhauer Hans Wachter sinnbildlich in einer vereinigten Form dargestellt. An der rechten Seite der Begrenzung des Altarraumes steht die große Skulptur der Piéta als Sinnbild der Mater Dolorosa von Buch. Sie zeigt das Leid der Mutter Jesu über den Tod ihres Sohnes. Die Plastik ist im Betongussverfahren hergestellt worden. An der linken Altarraumbegrenzung steht senkrecht aufgerichtet die Marmorplatte des ehemaligen Hochaltars, die jetzt den Tabernakel trägt. Auf dessen Vorderseite hat Hans Wachter den Moment des Brotbrechens in Emmaus als Relief dargestellt. Damit soll auf die im Tabernakel verborgene Brotgestalt des Leibes Christi hingewiesen werden. In der Mitte des Altarraumes befindet sich für die Feier der Eucharistie der Altar aus Muschelkalk. In seinen massiven Fuß ist eine kleine Reliquie des Heiligen Franz von Assisi eingelassen. Damit soll auch in Berlin-Buch auf die Geschichte der katholischen Kirche und ihre Heiligen hingewiesen und die Verbindung zur Weltkirche symbolisiert werden.